# 欧罗巴欧罗巴
《欧罗巴欧罗巴》（Europa Europa）；又名《希特勒青年所罗门》（德語：Hitlerjunge Salomon），是一部1990年的历史战争剧情片，由阿格涅丝卡·霍兰导演，马科·霍夫斯奇奈德、朱丽·德尔比、汉斯·齐施勒和和安德烈·维尔姆斯主演。它是根据1989年所罗门·佩雷尔的自传改编，他是一个德国 犹太男孩伪装成德国纳粹，加入希特勒青年团，从而逃脱纳粹大屠杀。在电影的最后一幕中，佩雷尔本人短暂地扮演了自己。这部电影的片名提到了第二次世界大战期间欧洲大陆的分裂，导致了效忠、身份和前线的不断转变。这部电影是由德国、法国和波兰合拍。

## 剧情
在1938年的德国，13岁的所罗门·萨利克·佩雷尔在他的犹太教成人礼前夜，正在洗澡的时候，赶上了水晶之夜。萨利克躲开了纳粹，当他回到家中，发现他的妹妹伯塔被杀。他的父亲决定佩雷尔一家搬回他的出生地，波兰中部的罗兹，因为他相信那里比较安全。不到一年后，第二次世界大战开始，德国入侵波兰。萨利克的家人决定他和他的兄弟伊萨克应该逃到东欧。伊萨克和萨利克前往波兰东部边境，结果发现苏联已经入侵了波兰。兄弟俩被分开，萨利克与其他波兰难民儿童被送进格罗德诺的苏联孤儿院。
萨利克在苏联孤儿院生活了两年，在那里他加入了苏联共青团,接受共产主义教育，并学习俄语。他爱上了年轻而迷人的教师因纳。当学校当局发现萨利克的阶级出身是资产阶级时，她为他辩护。泽内克是一名波兰天主教男孩，他的父亲被苏联俘虏，他因萨利克是犹太人而与他敌对，指责他是一名斯大林主义者。萨利克收到父母的来信，告诉他他们被关押在罗兹犹太区。
德国入侵苏联时，萨利克被德国士兵俘虏，与一群苏联囚犯关在一起。德国士兵挑选出犹太人和政治委员处决时，萨利克隐藏了他的身份证，告诉德国人他是“约瑟夫·彼得斯”，一名来自拉脱维亚波罗的海德意志人家庭的德意志裔人。士兵们推断“约瑟夫”进孤儿院，是因为他的父母被苏联人杀害，并承诺为他复仇。由于萨利克精通德语和俄语，担任部队的翻译。
萨利克避免在公共场合洗澡或小便，因为他受过割礼的阴茎，会暴露他是犹太人。在萨利克洗澡的时候，一名士兵罗伯特偷偷溜进了他的房间。罗伯特透露他是一名男同性恋，答应声援萨利克，因为他们都有会让纳粹杀了他们的秘密。在战斗中，罗伯特被杀，萨利克，部队的唯一幸存者，试图投往苏联一方。当他跨过一座桥时，德国部队在他身后冲锋，苏军投降；萨利克被誉为英雄。长官决定收养萨利克，将他送到位于不伦瑞克的希特勒青年团学校，接受纳粹精英教育。
在学校，“约瑟夫·彼得斯”作为一名英勇的战斗老兵被介绍给其他男孩。萨利克通过各种方法避免暴露自己，并尝试用绳子和橡皮筋来模拟包皮，掩饰他受割礼的阴茎。在课堂上，一名纳粹科学种族主义专家以萨利克为研究对象来确定他的人体测量学指数，称他为“纯雅利安血统”。莱尼是一名德国少女联盟的成员，在学院提供膳食，对萨利克非常着迷。他回应了莱尼的感情，但由于害怕暴露自己，没有让他们的关系更进一步。在莱尼对萨利克发表了激烈的反犹太主义言论后，两人最终分道扬镳。
在离开学校期间，萨利克前往罗兹寻找家人；但是，犹太区被宪兵队封锁和守卫。萨利克乘坐有轨电车穿过犹太区，看到受折磨和饥饿的人们的可怕景象。他发现了一位与他母亲相像的老妇人，但无法靠近她。后来，萨利克拜访了莱尼的母亲，她并不同情纳粹。她告诉他，莱尼怀上了萨利克的室友格尔德的孩子，打算把孩子交给生命之泉计划抚养。莱尼的母亲向约瑟夫追问他的身份，他崩溃了，承认自己是犹太人；她告诉他她曾怀疑过，但承诺不会出卖他。他再也没有见到莱尼。
萨利克被传唤到盖世太保办公室，怀疑他所谓的出身，被要求出示种族纯洁证书，他几乎暴露。萨利克声称证书在格罗德诺，盖世太保官员说他会派人去拿，然后大肆宣扬希特勒的奇迹武器将如何赢得战争。当萨利克离开与格尔德会面时，大楼被盟军炸弹炸毁，格尔德在爆炸中死亡，萨利克松了一口气。
随着苏联军队逼近柏林，希特勒青年团被派往前线。萨利克离开了他的部队，向苏联投降。逮捕他的人最初不相信萨利克是犹太人，并指控他是叛徒。一名苏联军官愤怒地向萨利克展示他们解放的死亡营被杀害的犹太人的照片，萨利克解释说，他不知道死亡营的范围。他们正要让一名年长的共产党政治犯射杀萨利克时， 刚刚从集中营获释的萨利克的哥哥伊萨克，认出了萨利克。伊萨克向萨利克透露，他们的父母在几年前“清算”罗兹犹太区时已被杀害。在离开营地之前，伊萨克告诉萨利克，不要向任何人透露他的故事，说这永远不会有人相信。此后不久，萨利克 移民前往英属巴勒斯坦托管地。在电影的结尾，年老的所罗门·佩雷尔本人，唱起一首取自《诗篇》133篇1节的犹太民歌《看哪，弟兄和睦同居》（Hine Ma Tov）。

## 角色
- 马科·霍夫斯奇奈德：饰演所罗门·萨利克·佩雷尔
- 朱丽·德尔比：饰演莱尼
- 汉斯·齐施勒：饰演豪普特曼
- 雷内·霍夫斯奇奈德：饰演伊萨克
- 彼得科兹洛夫斯基：饰演大卫
- 安德烈·维尔姆斯：饰演士兵罗伯特·凯勒曼
- 阿什利·万宁格 ：饰演格尔德
- 哈利娜·阿博纳斯卡：饰演莱尼的母亲
- 克劳斯·阿布拉莫斯基：饰演所罗门的父亲
- 米歇尔·格莱泽：饰演所罗门的母亲
- 玛尔塔·桑德罗维茨：饰演伯塔
- 纳塔莉·施密特：饰演巴西亚
- 戴尔芬·福雷斯特：饰演因纳
- 马丁·玛丽亚·布劳：饰演乌尔迈耶
- 安德烈·马斯塔莱尔兹：饰演泽内克
- 所罗门·佩雷尔：饰演本人